# سان-بوا (آن)
سان-بوا (بالفرنسية: Saint-Bois)‏ هي بلدية فرنسية تقع في إقليم الآن. رمز إنسي لها هو:1340. أما الرمز البريدي لها فهو: 1300.